# Station Tøyen
Station Tøyen  is een station in Keyserløkka, een wijk aan de oostkant van de stad Oslo. Het station is vernoemd naar de wijk Tøyen, maar die ligt iets verder naar het zuiden. Het station dateert uit 1904 en is ontworpen door Paul Due.
Tøyen wordt bediend door lijn L3, de stoptrein die pendelt tussen Oslo. 